# Polen op de Olympische Zomerspelen 1988
Polen nam deel aan de Olympische Zomerspelen 1988 in Seoel, Zuid-Korea. De olympische ploeg, bestaande uit 111 mannen en 32 vrouwen, won in totaal 16 medailles en eindigde daardoor op de twintigste plaats in het medailleklassement.

## Medailleoverzicht
| Sport         | Olympiër                                                             | Onderdeel                 | Medaille |
| ------------- | -------------------------------------------------------------------- | ------------------------- | -------- |
| Judo          | Waldemar Legień                                                      | -78kg (m)                 | Goud     |
| Worstelen     | Andrzej Wroński                                                      | -100kg Grieks-Romeins (m) | Goud     |
| Kanovaren     | Marek Dopierała Marek Łbik                                           | C-2 500m (m)              | Zilver   |
| Judo          | Janusz Pawłowski                                                     | -65kg (m)                 | Zilver   |
| Schermen      | Janusz Olech                                                         | sabel (m)                 | Zilver   |
| Wielersport   | Joachim Halupczok Zenon Jaskuła Marek Leśniewski Andrzej Sypytkowski | ploegentijdrit (m)        | Zilver   |
| Worstelen     | Andrzej Głąb                                                         | -48kg Grieks-Romeins (m)  | Zilver   |
| Boksen        | Jan Dydak                                                            | -67kg (m)                 | Brons    |
| Boksen        | Henryk Petrich                                                       | -81kg (m)                 | Brons    |
| Boksen        | Andrzej Gołota                                                       | -91kg (m)                 | Brons    |
| Boksen        | Janusz Zarenkiewicz                                                  | +91kg (m)                 | Brons    |
| Gewichtheffen | Sławomir Zawada                                                      | -90kg (m)                 | Brons    |
| Kanovaren     | Marek Dopierała Marek Łbik                                           | C-2 1000m (m)             | Brons    |
| Kanovaren     | Izabela Dylewska-Światowiak                                          | K-1 500m (v)              | Brons    |
| Worstelen     | Józef Tracz                                                          | -74kg Grieks-Romeins (m)  | Brons    |
| Zwemmen       | Artur Wojdat                                                         | 400m vrije slag (m)       | Brons    |

## Deelnemers en resultaten

### Atletiek
| Olympiër                                                     | Onderdeel                | Resultaat | Prestatie                                                                       |
| ------------------------------------------------------------ | ------------------------ | --------- | ------------------------------------------------------------------------------- |
| Tomasz Jędrusik                                              | 400m (m)                 | 16e       | serie 9: 3de in 46,12 kwartfinale 1: 4de in 45,27 halve finale 1: 8ste in 46,17 |
| Ryszard Ostrowski                                            | 800m (m)                 | 25e       | serie 1: 3de in 1.49,03 kwartfinale 4: 6de in 1.47,72                           |
| Bogusław Mamiński                                            | 3000m steeplechase (m)   | 8e        | serie 2: 6de in 8.45,72 halve finale 1: 6de in 8.18,28 finale: 8ste in 8.15,97  |
| Zdzisław Szlapkin                                            | 20km snelwandelen (m)    | 36e       | 1:27.23                                                                         |
| Jacek Bednarek                                               | 50km snelwandelen (m)    | 24e       | 3:58.31                                                                         |
| Andrzej Grabarczyk                                           | hink-stap-springen (m)   | 15e       | kwalificatie groep B: 8ste met 16,24m                                           |
| Jacek Pastusiński                                            | hink-stap-springen (m)   | 8e        | kwalificatie groep A: 2de met 16,66m finale: 8ste met 16,72m                    |
| Krzysztof Krawczyk                                           | hoogspringen (m)         | 12e       | kwalificatie groep B: 7de met 2,25m finale: 12de met 2,31m                      |
| Artur Partyka                                                | hoogspringen (m)         | 20e       | kwalificatie groep B: 11de met 2,19m                                            |
| Mirosław Chmara                                              | polsstokhoogspringen (m) | DNF       | kwalificatie groep A: 6de met 5,40m finale: geen geldige poging                 |
| Marian Kolasa                                                | polsstokhoogspringen (m) | DNF       | kwalificatie groep B: 1ste met 5,40m finale: geen geldige poging                |
| Helmut Krieger                                               | kogelstoten (m)          | 12e       | kwalificatie groep B: 6de met 19,75m finale: 12de met 19,51m                    |
|                                                              |                          |           |                                                                                 |
| Jolanta Janota                                               | 100m (v)                 | 36e       | serie 2: 4de in 11,71                                                           |
| Ewa Pisiewicz                                                | 100m (v)                 | 39e       | serie 3: 6de in 11,84                                                           |
| Joanna Smolarek                                              | 100m (v)                 | 20e       | serie 5: 3de in 11,43 kwartfinale 2: 6de in 11,35                               |
| Jolanta Janota                                               | 200m (v)                 | 22e       | serie 3: 3de in 23,40 kwartfinale 2: 7de in 23,34                               |
| Agnieszka Siwek                                              | 200m (v)                 | 15e       | serie 1: 2de in 23,10 kwartfinale 4: 4de in 22,96 halve finale 2: 7de in 23,20  |
| Wanda Panfil                                                 | 10000m (v)               | DNS       | niet gestart                                                                    |
| Genowefa Błaszak                                             | 400m horden (v)          | 14e       | serie 2: 3de in 56,18 halve finale 2: 7de in 56,76                              |
| Jolanta Janota Ewa Pisiewicz Agnieszka Siwek Joanna Smolarek | 4x100m (v)               | 6e        | serie 3: 4de in 43,98 halve finale 1: 4de in 43,44 finale: 6de in 43,93         |
| Wanda Panfil                                                 | marathon (v)             | 22e       | 2:34.35                                                                         |
| Jolanta Bartczak                                             | verspringen (v)          | 20e       | kwalificatie groep A: 11de met 6,30m                                            |
| Agata Karczmarek                                             | verspringen (v)          | 7e        | kwalificatie groep B: 3de met 6,67m finale: 7de met 6,60m                       |
| Renata Katewicz                                              | discuswerpen (v)         | 13e       | kwalificatie groep B: 7de met 60,34m                                            |

### Boksen
| Olympiër            | Onderdeel   | Resultaat | Prestatie |
| ------------------- | ----------- | --------- | --- |
| Grzegorz Jabłoński  | -54kg (m)   | 17e       | 1ste ronde: vrij 2de ronde: V van MGL Altankhuyag: 2-3 |
| Tomasz Nowak        | -57kg (m)   | 5e        | 1ste ronde: W van NIG Mamodou: 5-0 2de ronde: W van SAM Tautauma: 5-0 3de ronde: W van BAH Seymour: 5-0 kwartfinale: V van KOR Lee: 0-5                                                          |
| Andrzej Możdżeń     | -63,5kg (m) | 17e       | 1ste ronde: vrij 2de ronde: V van ZIM Chinyadze: 2-3 |
| Jan Dydak           | -67kg (m)   | Brons     | 1ste ronde: vrij 2de ronde: W van VEN García: 4-1 3de ronde: W van CRC Aranda: 4-1 kwartfinale: W van NIG Adgebusi: 4-1 halve finale: V van KEN Wangila: walk-over                               |
| Henryk Petrich      | -81kg (m)   | Brons     | 1ste ronde: W van KOR Park: scheidsrechterlijke beslissing 2de ronde: W van DEN Madsen: 5-0 kwartfinale: W van EGY Elnaggar: 5-0 halve finale: V van USA Maynard: scheidsrechterlijke beslissing |
| Andrzej Golota      | -91kg (m)   | Brons     | 1ste ronde: vrij 2de ronde: W van BUL Rusinov: 5-0 kwartfinale: W van KEN Obunga: 5-0 halve finale: V van KOR Baik: scheidsrechterlijke beslissing                                               |
| Janusz Zarenkiewicz | +91kg (m)   | Brons     | 1ste ronde: vrij 2de ronde: W van PUR Arroyo: 5-0 kwartfinale: W van FRG Schnieders: 3-2 halve finale: V van CAN Lewis: walk-over                                                                |

### Boogschieten
| Olympiër                                 | Onderdeel       | Resultaat | Prestatie                                                                                             |
| ---------------------------------------- | --------------- | --------- | --- |
| Joanna Helbin                            | individueel (v) | 40e       | plaatsingsronde: 40ste met 1207 punten                                                                |
| Beata Iwanek                             | individueel (v) | 33e       | plaatsingsronde: 33ste met 1222 punten                                                                |
| Joanna Kwaśna                            | individueel (v) | 16e       | plaatsingsronde: 16de met 1252 punten 2de ronde: 17de met 304 punten kwartfinale: 16de met 303 punten |
| Joanna Helbin Beata Iwanek Joanna Kwaśna | team (v)        | 10e       | plaatsingsronde: 9de met 3681 punten halve finale: 10de met 945 punten                                |

### Gewichtheffen
| Olympiër           | Onderdeel   | Resultaat | Prestatie                                                      |
| ------------------ | ----------- | --------- | -------------------------------------------------------------- |
| Jacek Gutowski     | -52kg (m)   | 5e        | trekken: 3de met 112,5kg stoten: 5de met 135kg totaal: 247,5kg |
| Marek Seweryn      | -67,5kg (m) | 4e        | trekken: 4de met 145kg stoten: 4de met 172,5kg totaal: 317,5kg |
| Waldemar Kosinski  | -75kg (m)   | 6e        | trekken: 5de met 152,5kg stoten: 6de met 180kg totaal: 332,5kg |
| Krzysztof Siemion  | -82,5kg (m) | 5e        | trekken: 4de met 162,5kg stoten: 5de met 195kg totaal: 357,5kg |
| Andrzej Piotrowski | -90kg (m)   | 4e        | trekken: 5de met 165kg stoten: 4de met 220kg totaal: 385kg     |
| Sławomir Zawada    | -90kg (m)   | Brons     | trekken: 2de met 180kg stoten: 3de met 220kg totaal: 400kg     |
| Stanisław Małysa   | -110kg (m)  | 7e        | trekken: 7de met 180kg stoten: 8ste met 215kg totaal: 395kg    |

### Gymnastiek
| Olympiër         | Onderdeel                | Resultaat | Prestatie |
| ---------------- | ------------------------ | --------- | --- |
| Eliza Bialkowska | ritmisch individueel (v) | 14e       | kwalificatie: 10de hoepel: 5de met 9,75 punten touw: 9de met 9,75 punten knotsen: 19de met 9,65 punten lint: 14de met 9,65 punten totaal: 38,80 punten finale: 14de hoepel: 6de met 9,80 punten touw: 16de met 9,70 punten knotsen: 19de met 9,65 punten lint: 18de met 9,65 punten totaal: 58,20 punten |
| Teresa Folga     | ritmisch individueel (v) | 7e        | kwalificatie: 9de hoepel: 19de met 9,50 punten touw: 9de met 9,75 punten knotsen: 4de met 9,80 punten lint: 5de met 9,80 punten totaal: 38,85 punten finale: 7de hoepel: 6de met 9,80 punten touw: 7de met 9,80 punten knotsen: 15de met 9,70 punten lint: 5de met 9,90 punten totaal: 58,625 punten     |

### Judo
| Olympiër         | Onderdeel | Resultaat | Prestatie |
| ---------------- | --------- | --------- | --- |
| Ireneusz Kiejda  | -60kg (m) | 20e       | 1ste ronde: vrij 2de ronde: V van FRG Dietz: koka |
| Janusz Pawłowski | -65kg (m) | Zilver    | 1ste ronde: W van BEL Laats: yuko 2de ronde: W van DEN Mortensen: waza-ari 3de ronde: W van BUL Kostadinov: ippon kwartfinale: W van NZL Cooper: koka halve finale: W van JPN Yamamoto: ippon finale: V van KOR Lee |
| Wiesław Błach    | -71kg (m) | 19e       | 1ste ronde: W van HKG Chong: ippon 2de ronde: V van BRA Onmura: koka |
| Waldemar Legień  | -78kg (m) | Goud      | 1ste ronde: vrij 2de ronde: W van EGY Hussain: ippon 3de ronde: W van ARG Aguilar: ippon kwartfinale: W van CAN Doherty: waza-ari halve finale: W van URS Warajew finale: W van FRG Wieneke: ippon                  |
| Jacek Beutler    | -95kg (m) | 5e        | 1ste ronde: vrij 2de ronde: W van MAR Barbach: waza-ari kwartfinale: W van NED Meijer: ippon halve finale: V van FRG Meiling: koka bronzen finale: V van BEL Van De Walle: ippon                                    |
| Andrzej Basik    | +95kg (m) | 11e       | 1ste ronde: W van SUI Jehle: yuko 2de ronde: W van ANG Ina De Carvalho: ippon kwartfinale: V van KOR Jo: yuko |

### Kanovaren
| Olympiër                                                                 | Onderdeel     | Resultaat | Prestatie                                                                                                  |
| ------------------------------------------------------------------------ | ------------- | --------- | --- |
| Jan Pinczura                                                             | C-1 500m (m)  | 5e        | serie 1: 5de in 2.00,20 halve finale 2: 2de in 1.57,61 finale: 5de in 1.59,97                              |
| Jan Pinczura                                                             | C-1 1000m (m) | DSQ       | serie 1: 5de in 4.14,10 herkansingen: 3de in 4.24,10 halve finale 3: gediskwalificeerd                     |
| Marek Łbik Marek Dopierała                                               | C-2 500m (m)  | Zilver    | serie 2: 1ste in 1.43,09 halve finale 2: 2de in 1.49,06 finale: 2de in 1.43,61                             |
| Marek Łbik Marek Dopierała                                               | C-2 1000m (m) | Brons     | serie 3: 2de in 3.44,24 halve finale 2: 1ste in 3.50,45 finale: 3de in 3.54,33                             |
| Maciej Freimut Wojciech Kurpiewski                                       | K-2 500m (m)  | 6e        | serie 3: 4de in 1.34,72 herkansingen: 3de in 1.41,99 halve finale 3: 3de in 1.35,33 finale: 6de in 1.36,22 |
| Maciej Freimut Wojciech Kurpiewski Grzegorz Krawców Kazimierz Krzyżański | K-4 1000m (m) | 5e        | serie 2: 1ste in 3.06,52 halve finale 2: 2de in 3.10,87 finale: 5de in 3.04,73                             |
|                                                                          |               |           | |
| Izabela Dylewska                                                         | K-1 500m (v)  | Brons     | serie 1: 2de in 1.57,42 halve finale 3: 1ste in 1.56,47 finale: 3de in 1.57,38                             |
| Bożena Ksiąźek Jolanta Łukaszewicz                                       | K-2 500m (v)  | 9e        | serie 2: 3de in 1.51,55 halve finale 1: 3de in 1.54,30 finale: 9de in 1.51,13                              |
| Bożena Ksiąźek Elżbieta Urbańczyk Katarzyna Weiss Jolanta Łukaszewicz    | K-4 500m (v)  | 8e        | serie 2: 4de in 1.41,07 halve finale: 2de in 1.42,55 finale: 8ste in 1.47,40                               |

### Moderne vijfkamp
| Olympiër                                                   | Onderdeel       | Resultaat | Prestatie |
| ---------------------------------------------------------- | --------------- | --------- | --- |
| Wiesław Chmielewski                                        | individueel (m) | 52e       | paardensport: 58ste in 3.04,17 schermen: 17de met 36 overwinningen schietsport: 59ste met 183 punten zwemmen: 31ste in 3.26,39 atletiek: 23ste in 13.43,75 totaal: 4501 punten      |
| Maciej Czyżowicz                                           | individueel (m) | 15e       | paardensport: 53ste in 2.42,18 schermen: 17de met 36 overwinningen schietsport: 11de met 194 punten zwemmen: 7de in 3.15,65 atletiek: 22ste in 13.34,22 totaal: 5048 punten         |
| Arkadiusz Skrzypaszek                                      | individueel (m) | 23e       | paardensport: 10de in 1.42,53 schermen: 54ste met 25 overwinningen schietsport: 22ste met 191 punten zwemmen: 5de in 3.15,11 atletiek: 39ste in 14.03,19 totaal: 4982 punten        |
| Wiesław Chmielewski Maciej Czyżowicz Arkadiusz Skrzypaszek | team (m)        | 52e       | paardensport: 12de met 3286 punten schermen: 11de met 2354 punten schietsport: 13de met 2692 punten zwemmen: 2de met 3844 punten atletiek: 9de met 3255 punten totaal: 14531 punten |

### Paardensport
| Olympiër                                                                  | Onderdeel   | Resultaat | Prestatie |
| Eventing                                                                  | Eventing    | Eventing  | Eventing |
| ------------------------------------------------------------------------- | ----------- | --------- | --- |
| Bogusław Jarecki                                                          | individueel | 12e       | dressuur: 12de met 56,60 strafpunten cross-country: 15de met 44,80 strafpunten springconcours: 22ste met 10 strafpunten totaal: 111,40 strafpunten       |
| Eugeniusz Koczorski                                                       | individueel | 33e       | dressuur: 46ste met 90,00 strafpunten cross-country: 36ste met 170,80 strafpunten springconcours: 32ste met 16,50 strafpunten totaal: 277,30 strafpunten |
| Krzysztof Rafalak                                                         | individueel | 21e       | dressuur: 32ste met 72,40 strafpunten cross-country: 22ste met 86,00 strafpunten springconcours: 11de met 5 strafpunten totaal: 163,40 strafpunten       |
| Krzysztof Rogowski                                                        | individueel | 13e       | dressuur: 41ste met 80,20 strafpunten cross-country: 8ste met 29,60 strafpunten springconcours: 11de met 5 strafpunten totaal: 114,80 strafpunten        |
| Bogusław Jarecki Krzysztof Rogowski Krzysztof Rafalak Eugeniusz Koczorski | team        | 4e        | dressuur: 8ste met 209,20 strafpunten cross-country: 4de met 160,40 strafpunten springconcours: 4de met 20 strafpunten totaal: 389,60 strafpunten        |

### Roeien
| Olympiër                                                                              | Onderdeel       | Resultaat | Prestatie |
| ------------------------------------------------------------------------------------- | --------------- | --------- | --- |
| Kajetan Broniewski                                                                    | skiff (m)       | 5e        | serie 1: 4de in 7.13,77 herkansingen: 2de in 7.04,39 halve finale 2: 3de in 7.03,90 finale: 5de in 7.03,67    |
| Wojciech Jankowski Jacek Streich Ireneusz Omięcki                                     | twee-met (m)    | 9e        | serie 2: 4de in 7.21,89 herkansingen: 2de in 7.18,21 halve finale 1: 5de in 7.13,48 finale B: 3de in 7.18,60  |
| Sławomir Cieślakowski Andrzej Krzepiński Mirosław Mruk Tomasz Świątek                 | dubbel-vier (m) | 7e        | serie 1: 4de in 5.52,41 herkansingen: 2de in 5.57,61 halve finale 2: 5de in 5.57,32 finale B: 1ste in 5.55,39 |
|                                                                                       |                 |           | |
| Elżbieta Jankowska Zyta Jarka Elwira Lorenz Czesława Szczepińska Grażyna Błąd-Kotwica | vier-met (v)    | 8e        | serie 2: 3de in 7.29,72 herkansingen: 4de in 7.32,55 finale B: 2de in 7.22,59                                 |

### Schermen
| Olympiër                                                                                | Onderdeel       | Resultaat | Prestatie |
| --------------------------------------------------------------------------------------- | --------------- | --------- | --- |
| Ludomir Chronowski                                                                      | degen (m)       | 33e       | 1ste ronde groep 6: 3de V van FRG Pusch: 1-5 V van KOR Yun: 3-5 W van USA Stull: 5-1 W van LIB Youssef: 5-1 2de ronde groep 10: 1ste W van GBR Llewellyn: 5-4 W van ITA Pantano: 5-4 W van KUW Al-Hamar: 5-2 W van SWE Drakenberg: 5-3 3de ronde groep 5: 5de V van FRA Henry: 2-5 W van KOR Yun: 5-1 V van FRG Gerull: 3-5 V van CHN Du: 1-5 W van USA Stull: 5-2 |
| Witold Gadomski                                                                         | degen (m)       | 21e       | 1ste ronde groep 10: 3de V van FRA Riboud: 0-5 W van GBR Llewellyn: 5-3 W van SUI Gaille: 5-2 V van HKG King: 1-5 2de ronde groep 3: 1ste V van NED Kardolus: 3-5 W van ITA Cuomo: 5-4 W van BRA Fonseca: 5-4 W van GBR Kernohan: 5-0 3de ronde groep 2: 2de V van GDR Kühnemund: 4-5 W van BRA Machado: 5-4 W van NED Ganeff: 5-3 G van GBR Llewellyn: 5-5 W van COL Pinto: 5-4 4de ronde: W van KOR Yun: 10-6 5de ronde: V van COL Rivas: 5-10 herkansingen: V van ITA Pantano: 5-10 |
| Cezary Siess                                                                            | degen (m)       | 42e       | 1ste ronde groep 15: 4de V van FRG Schmitt: 1-5 W van NED Kardolus: 5-3 V van ARG di Tella: 3-5 W van POR Bandeira: 5-3 W van PAR Bogarín: 5-3 2de ronde groep 4: 4de V van FRG Schmitt: 4-5 V van FRA Henry: 2-5 V van SUI Kuhn: 1-5 W van KUW Al-Mashmoum: 5-4 3de ronde groep 1: 6de V van SWE Bergström: 0-5 V van URS Tyshko: 3-5 V van AUT Strohmeyer: 4-5 W van COL Rivas: 5-4 V van USA Trevor: 1-5 |
| Ludomir Chronowski Witold Gadomski Cezary Siess Bogusław Zych Piotr Kiełpikowski        | degen team (m)  | 10e       | 1ste ronde groep 3: 2de V van Frankrijk: 4-9 W van Koeweit: 9-1 2de ronde: V van Zweden: 6-9 |
| Leszek Bandach                                                                          | floret (m)      | 29e       | 1ste ronde groep 3: 4de V van ITA Cerioni: 3-5 V van KOR Go: 4-5 V van GBR Harper: 2-5 W van KUW Al-Surayei: 5-1 2de ronde groep 7: 1ste W van FRA Omnès: 5-1 V van GBR Gosbee: 4-5 V van SWE Kajbjer: 2-5 W van USA Lewison: 5-2 W van KOR Go: 5-2 3de ronde groep 7: 3de V van GBR Gosbee: 2-5 V van URS Koretsky: 3-5 W van CAN Rocheleau: 5-4 W van CHN Leo: 5-1 4de ronde: V van GDR Enkelmann: 5-10 herkansingen: V van BEL Soumagne: 7-10 |
| Marian Sypniewski                                                                       | floret (m)      | 27e       | 1ste ronde groep 11: 2de W van FRA Groc: 5-1 V van JPN Emura: 3-5 V van CAN Rocheleau: 3-5 W van TPE Wang: 5-0 W van LIB El-Khoury: 5-0 2de ronde groep 8: 3de W van HUN Gátai: 5-2 V van SWE Strand: 2-5 V van GDR Wagner: 3-5 W van CHN Lao: 5-4 W van EGY Mohamed: 5-2 3de ronde groep 1: 2de V van GDR Enkelmann: 2-5 W van FRA Bel: 5-2 W van ESP García: 5-2 W van USA Marx: 5-4 4de ronde: V van USA Lewison: 6-10 herkansingen: V van GBR Harper: 9-10 |
| Bogusław Zych                                                                           | floret (m)      | 15e       | 1ste ronde groep 6: 1ste V van AUT Wendt: 4-5 W van CHN Liu: 5-2 W van HKG Ching: 5-1 W van AUS Davidson: 5-2 W van ARU Thomas: 5-0 2de ronde groep 5: 1ste W van URS Mamedov: 5-4 W van GBR McKenzie: 5-3 W van CAN Rocheleau: 5-4 W van KOR Kim: 5-1 W van JPN Kanatsu: 5-4 3de ronde groep 2: 3de V van USA Lewison: 4-5 V van ITA Numa: 4-5 W van BEL Soumagne: 5-3 W van ESP Esperanza: 5-2 4de ronde: W van CAN Rocheleau: 10-5 5de ronde: V van FRG Gey: 7-10 herkansingen: W van AUT Wendy: 10-1 herkansingen 2: V van URS Mamedov: 7-10 |
| Leszek Bandach Marian Sypniewski Bogusław Zych Waldemar Ciesielczyk Piotr Kiełpikowski  | floret team (m) | 5e        | 1ste ronde groep 2: 2de V van Sovjet-Unie: 3-9 W van Canada: 9-2 W van Hongkong: 9-0 2de ronde: W van Frankrijk: 8-8 3de ronde: W van Italië: 9-7 kwartfinale: V van DDR: 3-9 |
| Robert Kościelniakowski                                                                 | sabel (m)       | 18e       | 1ste ronde groep 6: 4de V van URS Mindirgasov: 1-5 V van ITA Dalla Barba: 1-5 W van FRG Becker: 5-1 W van CAN Balk: 5-2 W van KOR Lee: 5-2 2de ronde groep 5: 3de V van URS Pohosov: 4-5 W van HUN Gedővári: 5-3 V van USA Westbrook: 3-5 W van CHN Jia: 5-4 3de ronde groep 2: 5de V van ITA Dalla Barba: 4-5 V van BUL Etropolski: 4-5 V van USA Mormando: 2-5 W van FRA Lamour: 5-2 W van FRG Thönnessen: 5-2 |
| Janusz Olechi                                                                           | sabel (m)       | Zilver    | 1ste ronde groep 4: 3de V van URS Alshan: 4-5 V van HUN Nébald: 1-5 W van USA Westbrook: 5-4 W van ESP García: 5-1 W van KOR Kim: 5-2 W van BOL Bleyer: 5-1 2de ronde groep 2: 1ste W van ITA Dalla Barba: 5-4 V van HUN Bujdosó: 4-5 W van FRG Thönnessen: 5-1 W van CHN Zhiming: 5-0 3de ronde groep 3: 1ste W van HUN Nébald: 5-2 W van FRA Delrieu: 5-3 V van FRG Nolte: 4-5 W van URS Mindirgasov: 5-3 W van CHN Zhaokang: 5-1 4de ronde: W van ITA Scalzo: 10-7 5de ronde: V van FRG Becker: 7-10 herkansingen: W van POL Piguła: 10-6 kwartfinale: W van FRG Nolte: 10-7 halve finale: W van ITA Scalzo: 10-9 finale: V van FRA Lamour: 4-10 |
| Tadeusz Piguła                                                                          | sabel (m)       | 12e       | 1ste ronde groep 5: 4de V van FRA Lamour: 4-5 V van FRG Nolte: 3-5 V van ITA Scalzo: 4-5 W van KOR Lee: 5-3 W van MON Martini: 5-1 2de ronde groep 1: 4de V van BUL Etropolski: 3-5 W van FRA Delrieu: 5-1 V van FRG Nolte: 3-5 V van CAN Banos: 2-5 3de ronde groep 4: 4de V van HUN Gedővári: 3-5 W van ITA Marin: 5-4 V van URS Pohosov: 2-5 W van USA Westbrook: 5-4 W van BUL Etropolski: 5-2 4de ronde: V van HUN Nébald: 5-10 herkansingen: W van ITA Marin: 10-9 herkansingen 2: V van POL Olechi: 6-10 |
| Janusz Olech Robert Kościelniakowski Andrzej Kostrzewa Tadeusz Piguła Marek Gniewkowski | sabel team (m)  | 5e        | 1ste ronde groep 3: 2de V van Sovjet-Unie: 7-9 W van Canada: 9-3 W van China: 9-1 2de ronde: V van Hongarije: 8-8 5-6de plek: W van Bondsrepubliek Duitsland: 9-4 |
|                                                                                         |                 |           | |
| Agnieszka Dubrawska                                                                     | floret (v)      | 30e       | 1ste ronde groep 5: 3de V van FRG Fichtel: 4-5 V van CHN Sun: 4-5 W van GBR McIntosh: 5-4 W van KOR Park: 5-1 2de ronde groep 5: 6de V van ITA Zalaffi: 4-5 V van FRG Bau: 2-5 V van ROU Lazăr-Szabo: 1-5 V van HUN Kovács: 4-5 W van FRA Latrille-Gaudin: 5-2 |
| Jolanta Królikowska                                                                     | floret (v)      | 15e       | 1ste ronde groep 7: 4de V van ITA Zalaffi: 1-5 W van HUN Stefanek: 5-4 V van CAN Philion: 2-5 W van JPN Morikawa: 5-3 2de ronde groep 6: 4de W van ROU Guzganu-Tufan: 5-1 V van URS Voshchakina: 3-5 V van CAN Philion: 3-5 V van CHN Jujie: 2-5 W van FRA Modaine-Cessac: 5-2 3de ronde groep 4: 4de V van HUN Stefanek: 4-5 W van USA Bilodeaux: 5-1 V van FRG Funkenhauser: 4-5 V van GBR Thurley: 2-5 W van FRA Spennato: 5-1 4de ronde: V van URS Sodovskaya: 6-8 herkansingen: V van USA Bilodeaux: 6-8 |
| Anna Sobczak                                                                            | floret (v)      | 23e       | 1ste ronde groep 3: 2de V van USA Bilodeaux: 3-5 W van CHN Jujie: 5-2 W van KOR Sin: 5-4 W van HKG Yung: 5-0 2de ronde groep 2: 4de V van KOR Tak: 3-5 V van FRG Fichtel: 3-5 W van FRA Spennato: 5-1 V van ITA Gandolfi: 4-5 W van CAN Tremblay: 5-4 3de ronde groep 3: 6de V van ITA Zalaffi: 1-5 V van URS Sadovskaya: 2-5 V van FRG Fichtel: 3-5 V van HUN Némethné Jánosi: 4-5 V van ROU Lazăr-Szabo: 2-5 |
| Agnieszka Dubrawska Anna Sobczak Jolanta Królikowska Małgorzata Breś Hanna Prusakowska  | floret team (v) | 10e       | 1ste ronde groep 3: 3de V van Sovjet-Unie: 6-9 V van Frankrijk: 3-9 |

### Schietsport
| Olympiër              | Onderdeel               | Resultaat | Prestatie                                                                         |
| --------------------- | ----------------------- | --------- | --------------------------------------------------------------------------------- |
| Jerzy Pietrzak        | 50m pistool (m)         | 14e       | kwalificatie: 14de met 557 punten (90-94-93-93-94-93)                             |
| Adam Kaczmarek        | 25m snelvuurpistool (m) | 5e        | kwalificatie: 5de met 595 punten (297-298) finale: 5de met 691 punten             |
| Krzysztof Kucharczyk  | 25m snelvuurpistool (m) | 11e       | kwalificatie: 11de met 591 punten (296-295)                                       |
| Jerzy Pietrzak        | 10m luchtpistool (m)    | 7e        | kwalificatie: 7de met 582 punten (98-95-97-99-97-96) finale: 7de met 678,3 punten |
| Jerzy Greszkiewicz    | 50m bewegend doel (m)   | 12e       | kwalificatie: 12de met 584 punten (297-287)                                       |
| Wojciech Karkusiewicz | 50m bewegend doel (m)   | 15e       | kwalificatie: 15de met 582 punten (294-288)                                       |
|                       |                         |           |                                                                                   |
| Dorota Bidołach       | 25m pistool (v)         | 10e       | kwalificatie: 10de met 582 punten (291-291)                                       |
| Dorota Bidołach       | 10m luchtpistool (v)    | 12e       | kwalificatie: 12de met 378 punten (97-91-94-96)                                   |

### Schoonspringen
| Olympiër     | Onderdeel    | Resultaat | Prestatie                          |
| ------------ | ------------ | --------- | ---------------------------------- |
| Tomasz Rossa | 3m plank (m) | 27e       | voorronde: 27ste met 475,44 punten |

### Tafeltennis
| Olympiër                        | Onderdeel      | Resultaat | Prestatie |
| ------------------------------- | -------------- | --------- | --- |
| Andrzej Grubba                  | enkelspel (m)  | 9e        | groep D: 1ste W van JPN Miyazaki: 3-0 W van YUG Primorac: 3-0 W van FRG Rosskopf: 3-0 W van IND Ghorpade: 3-0 W van NGR Musa: 3-0 W van AUS Haberl: 3-1 W van VEN Lopez: 3-0 2de ronde: V van SWE Persson: 1-3 (18-21, 10-21, 21-19, 19-21)                                    |
| Leszek Kucharski                | enkelspel (m)  | 9e        | groep G: 2de V van KOR Yoo: 0-3 W van HKG Veng: 3-1 W van TCH Panský: 3-1 W van CAN Ng: 3-2 W van GBR Prean: 3-0 W van DOM Alvarez: 3-0 W van TUN Sta: 3-1 2de ronde: V van SWE Waldner: 2-3 (23-21, 20-22, 21-17, 17-21, 14-21)                                               |
| Piotr Molenda                   | enkelspel (m)  | 41e       | groep E: 6de V van KOR Kim: 2-3 V van SWE Persson: 1-3 V van IND Mehta: 1-3 V van BUL Domuschiev: 0-3 V van JPN Saito: 0-3 W van CHI Gambra: 3-1 W van EGY El-Saket: 3-1 |
| Andrzej Grubba Leszek Kucharski | dubbelspel (m) | 6e        | groep D: 2de V van KOR Nam-Kyu/Jae-Hyung: 0-2 W van JPN Saito/Watanabe: 2-0 W van FRG Fetzner/Roßkopf: 2-0 W van HKG Lo/Vong: 2-0 W van CHI Gambra/Nunez: 2-0 W van BRA Kano/Kawai: 2-1 W van NGR Adeyemo/Bankole: 2-0 2de ronde: V van CHN Chen/Wei: 1-2 (7-21, 21-12, 19-21) |

### Tennis
| Olympiër          | Onderdeel     | Resultaat | Prestatie                                 |
| ----------------- | ------------- | --------- | ----------------------------------------- |
| Wojciech Kowalski | enkelspel (m) | 33e       | 1ste ronde: V van NGR Mmoh: 2-6, 4-6, 4-6 |

### Wielersport
| Olympiër                                                              | Onderdeel                     | Resultaat | Prestatie                                                                                                  |
| Baan                                                                  | Baan                          | Baan      | Baan |
| --------------------------------------------------------------------- | ----------------------------- | --------- | --- |
| Ryszard Dawidowicz                                                    | individuele achtervolging (m) | 5e        | kwalificatie: 5de in 4.36,21 1ste ronde: W van ARG Curuchet: 4.42,03 kwartfinale: V van AUS Woods: 4.39,44 |
| Wojciech Pawłak                                                       | puntenkoers (m)               | 16e       | 8 punten                                                                                                   |
| Ryszard Dawidowicz Joachim Halupczok Andrzej Sikorski Marian Turowski | ploegenachtervolging (m)      | 7e        | kwalificatie: 6de in 4.21,30 1ste ronde: V van Bondsrepubliek Duitsland: 4.22,50                           |
| Weg                                                                   |                               |           | |
| Jacek Bodyk                                                           | wegwedstrijd (m)              | 28e       | 4:32.56 |
| Andrzej Mierzejewski                                                  | wegwedstrijd (m)              | 108e      | 4:48.06 |
| Zdzisław Wrona                                                        | wegwedstrijd (m)              | 17e       | 4:32.56 |
| Joachim Halupczok Zenon Jaskuła Marek Leśniewski Andrzej Sypytkowski  | ploegentijdrit (m)            | Zilver    | 1:57.54,2                                                                                                  |

### Worstelen
| Olympiër           | Onderdeel   | Resultaat   | Prestatie |
| Vrije stijl        | Vrije stijl | Vrije stijl | Vrije stijl |
| ------------------ | ----------- | ----------- | --- |
| Władysław Stecyk   | -52kg (m)   | 9e          | groep B: 5de W van NGR Lame: 4-0 W van INA Saputera: 4-0 V van TUR Seyhanlı: 1-3 W van FRA Bourdin: 3-1 V van URS Toguzov: 0-4                                                       |
| Dariusz Grzywiński | -57kg (m)   | 25e         | groep A: 13de V van CAN Holmes: 1-3 V van URS Beloglazov: 0-4 |
| Marian Skubacz     | -62kg (m)   | 13e         | groep A: 7de W van AFG Dad: 3-1 W van FIN Lehto: 3-1 V van USA Smith: 1-3 V van BUL Shterev: 0-3                                                                                     |
| Andrzej Kubiak     | -68kg (m)   | 17e         | groep B: 9de W van SUI Neyer: 3-1 V van FRG Leipold: 1-3 V van BUL Amaraa: 1-3 |
| Andrzej Radomski   | -82kg (m)   | 15e         | groep B: 8ste V van FRG Trik: 1-3 W van BUL Nanev: 3-1 V van USA Schultz: 1-3 |
| Jerzy Nieć         | -90kg (m)   | 21e         | groep B: 11de V van BUL Alabakov: 1-3 V van FRG Lukowski: 1-3 |
| Wojciech Wala      | -100kg (m)  | 15e         | groep B: 8ste V van USA Scherr: 0-4 V van GBR Loban: 1-3 |
| Adam Sandurski     | -130kg (m)  | 7e          | groep A: 4de V van GDR Schröder: 0-4 W van KOR Ham: 4-0 W van CAN Payne: 4-3 V van USA Baumgartner: 0-4 7-8ste plek: W van FRG Bremmer: 3-1                                          |
| Grieks-Romeins     |             |             | |
| Andrzej Głąb       | -48kg (m)   | Zilver      | groep B: 1ste W van URS Allahverdiyev: 3-1 W van ISR Groverman: 3-1 W van HUN Faragó: 3-0 W van SYR Al-Faraj: 3-1 finale: V van ITA Maenza: 0-3                                      |
| Roman Kierpacz     | -52kg (m)   | 5e          | groep B: 3de W van HUN Vadász: 3-0 V van NOR Rønningen: 1-3 W van CHN Hu: 3-1 W van SWE Stjernberg: 3-1 V van KOR Lee: 1-3 5-6de plek: W van TCH Jankovics: 3-0                      |
| Ryszard Wolny      | -57kg (m)   | 15e         | groep B: 8ste V van CHN Yang: 1-3 V van JPN Nakadome: 0,5-3,5 |
| Mieczysław Tracz   | -62kg (m)   | 5e          | groep A: 6de V van USA Anderson: 1-3 W van MAR Loksairi: 3-0 V van URS Madzhidov: 0-3                                                                                                |
| Jerzy Kopański     | -68kg (m)   | 5e          | groep B: 3de W van TUR Koçak: 3-0 W van HUN Repka: 3-0 W van SWE Lagerborg: gediskwalificeerd W van BUL Karamanliev: 3-0 V van HUN Julfalakyan: 0-4 5-6de plek: W van JPN Okubo: 3-0 |
| Józef Tracz        | -74kg (m)   | Brons       | groep A: 2de W van USA Butler: 3-1 W van ESP Sánchez: 4-0 V van YUG Podlesek: 0-3 W van JPN Ito: 3-1 W van KOR Kim: gediskwalificeerd bronzen finale: W van HUN Takács: 3-0          |
| Bogdan Daras       | -82kg (m)   | 8e          | groep B: 4de W van ITA Razzino: 3-1 W van PUR Rodríguez: 4-0 V van URS Mamiashvili: 0-3 V van YUG Kasum: 0-3 7-8ste plek: V van USA Morgan: 0-4                                      |
| Andrzej Malina     | -90kg (m)   | 13e         | groep A: 7de V van BUL Pitschmann: 0-4 W van JPN Moriyama: 4-0 V van SWE Gulldén: 0-3                                                                                                |
| Andrzej Wroński    | -100kg (m)  | Goud        | groep A: 1ste W van CAN Marshall: 3-0 V van URS Gedekhauri: 0-4 W van YUG Tertei: 3-0 W van ROU Andrei: 3-0 W van USA Koslowski: 3-0 finale: W van FRG Himmel: 3-1                   |
| Roman Wrocławski   | -130kg (m)  | 7e          | groep B: 4de V van ITA Valguarnera: 0-0 W van CAN Payne: 4-0 V van BUL Gerovski: 0-3 7-8ste plek: W van USA Koslowski: 4-0                                                           |

### Zeilen
| Olympiër            | Onderdeel              | Resultaat | Prestatie                           |
| ------------------- | ---------------------- | --------- | ----------------------------------- |
| Grzegorz Myszkowski | lechner divisie II (m) | 17e       | 128,7 punten: (16-6-24-14-16-19-22) |
| Henryk Blaszka      | finn (m)               | 20e       | 127,0 punten: (18-19-10-23-16-20-8) |

### Zwemmen
| Olympiër             | Onderdeel            | Resultaat | Prestatie                                            |
| -------------------- | -------------------- | --------- | ---------------------------------------------------- |
| Mateusz Podkościelny | 200m vrije slag (m)  | 14e       | serie 6: 2de in 1.50,95 finale B: 6de in 1.51,63     |
| Artur Wojdat         | 200m vrije slag (m)  | 4e        | serie 7: 1ste in 1.48,02 (NR) finale: 4de in 1.48,40 |
| Mateusz Podkościelny | 400m vrije slag (m)  | 5e        | serie 5: 1ste in 3.49,51 (OR) finale: 5de in 3.48,59 |
| Artur Wojdat         | 400m vrije slag (m)  | Brons     | serie 7: 1ste in 3.49,68 finale: 3de in 3.47,34 (NR) |
| Mateusz Podkościelny | 1500m vrije slag (m) | 4e        | serie 4: 3de in 15.11,19 finale: 5de in 3.48,59      |
| Artur Wojdat         | 1500m vrije slag (m) | 21e       | serie 4: 8ste in 15.37,52                            |
| Mateusz Podkościelny | 100m vlinderslag (m) | 13e       | serie 5: 5de in 54,83 finale B: 5de in 54,80         |
| Mateusz Podkościelny | 200m vlinderslag (m) | 17e       | serie 4: 6de in 2.01,91                              |
|                      |                      |           |                                                      |
| Dorota Chylak        | 100m schoolslag (v)  | 19e       | serie 6: 7de in 1.12,38                              |
| Kornelia Stawicka    | 100m schoolslag (v)  | 31e       | serie 3: 8ste in 1.15,41                             |
| Dorota Chylak        | 200m schoolslag (v)  | 28e       | serie 3: 4de in 2.39,38                              |
| Kornelia Stawicka    | 200m schoolslag (v)  | 21e       | serie 5: 6de in 2.36,86                              |

Afghanistan · Algerije · Amerikaanse Maagdeneilanden · Amerikaans-Samoa · Andorra · Angola · Antigua en Barbuda · Argentinië · Aruba · Australië · Bahama’s · Bahrein · Bangladesh · Barbados · België · Belize · Benin · Bermuda · Bhutan · Birma · Bolivia · Bondsrepubliek Duitsland · Botswana · Brazilië · Britse Maagdeneilanden · Brunei · Bulgarije · Burkina Faso · Canada · Centraal-Afrikaanse Republiek · Chili · China · Chinees Taipei · Colombia · Congo-Brazzaville · Cookeilanden · Costa Rica · Cyprus · Denemarken · Djibouti · Dominicaanse Republiek · Duitse Democratische Republiek · Ecuador · Egypte · El Salvador · Equatoriaal-Guinea · Fiji · Filipijnen · Finland · Frankrijk · Gabon · Gambia · Ghana · Grenada · Griekenland · Groot-Brittannië · Guam · Guatemala · Guinee · Guyana · Haïti · Honduras · Hongarije · Hongkong · Ierland · IJsland · India · Indonesië · Irak · Iran · Israël · Italië · Ivoorkust · Jamaica · Japan · Joegoslavië · Jordanië · Kaaimaneilanden · Kameroen · Kenia · Koeweit · Laos · Lesotho · Libanon · Liberia · Libië · Liechtenstein · Luxemburg · Malawi · Malediven · Maleisië · Mali · Malta · Marokko · Mauritanië · Mauritius · Mexico · Monaco · Mongolië · Mozambique · Nederland · Nederlandse Antillen · Nepal · Nieuw-Zeeland · Niger · Nigeria · Noord-Jemen · Noorwegen · Oeganda · Oman · Oostenrijk · Pakistan · Panama · Papoea-Nieuw-Guinea · Paraguay · Peru · Polen · Portugal · Puerto Rico · Qatar · Roemenië · Rwanda · Saint Vincent en de Grenadines · Salomonseilanden · Samoa · San Marino · Saoedi-Arabië · Senegal · Sierra Leone · Singapore · Soedan · Somalië · Sovjet-Unie · Spanje · Sri Lanka · Suriname · Swaziland · Syrië · Tanzania · Thailand · Togo · Tonga · Trinidad en Tobago · Tsjaad · Tsjecho-Slowakije · Tunesië · Turkije · Uruguay · Vanuatu · Venezuela · Verenigde Arabische Emiraten · Verenigde Staten · Vietnam · Zaïre · Zambia · Zimbabwe · Zuid-Jemen · Zuid-Korea · Zweden · Zwitserland